# Campionati africani di atletica leggera 2018
I Campionati africani di atletica leggera 2018 sono stati la 21ª edizione dei Campionati africani di atletica leggera. La manifestazione si è svolta dal 1° al 5 agosto 2018 presso lo Stadio Stephen Keshi di Asaba, in Nigeria.

## Programma
| S | Batterie | Q | Qualificazioni | ½ | Semifinali | F | Finale |

| Date →                 | 1 | 2 | 2 | 2 | 3 | 3 | 4 | 4 | 5 | 5 | 5 |
| Prove ↓                | A | M | A | A | M | A | M | A | M | A | A |
| ---------------------- | - | - | - | - | - | - | - | - | - | - | - |
| 100 m                  | S | ½ | F | F |   |   |   |   |   |   |   |
| 200 m                  |   |   |   |   |   |   | S | ½ |   | F | F |
| 400 m                  |   | S | ½ | ½ |   | F |   |   |   |   |   |
| 800 m                  |   |   | S | S |   | F |   |   |   |   |   |
| 1 500 m                |   |   |   |   |   |   |   | S |   | F | F |
| 5 000 m                |   |   |   |   |   |   |   |   |   | F | F |
| 10 000 m               | F |   |   |   |   |   |   |   |   |   |   |
| 3 000 m siepi          |   |   |   |   | F |   |   |   |   |   |   |
| 110 m ostacoli         |   |   |   |   |   | S |   | F |   |   |   |
| 400 m ostacoli         |   |   | S | S |   | F |   |   |   |   |   |
| Decathlon              |   | F | F | F | F | F |   |   |   |   |   |
| Salto in alto          |   |   |   |   |   | F |   |   |   |   |   |
| Salto con l'asta       |   |   |   |   |   |   |   | F |   |   |   |
| Salto in lungo         |   |   | F | F |   |   |   |   |   |   |   |
| Salto triplo           |   |   |   |   |   |   |   | F |   |   |   |
| Getto del peso         |   |   | F | F |   |   |   |   |   |   |   |
| Lancio del disco       |   |   | F | F |   |   |   |   |   |   |   |
| Lancio del martello    |   |   |   |   |   |   |   | F |   |   |   |
| Lancio del giavellotto |   |   |   |   |   |   |   |   |   | F | F |
| Marcia 20 km           |   |   |   |   |   |   |   |   | F |   |   |
| Staffetta 4×100 m      |   |   | S | S |   | F |   |   |   |   |   |
| Staffetta 4×400 m      |   |   |   |   |   |   |   | S |   | F | F |

| Date →                 | 1 | 2 | 2 | 2 | 3 | 3 | 4 | 4 | 5 | 5 | 5 |  |
| Prove ↓                | A | M | A | A | M | A | M | A | M | A | A |  |
| ---------------------- | - | - | - | - | - | - | - | - | - | - | - |  |
| 100 m                  | S | ½ | F | F |   |   |   |   |   |   |   |  |
| 200 m                  |   |   |   |   |   |   | S | ½ |   | F | F |  |
| 400 m                  |   | S | ½ | ½ |   | F |   |   |   |   |   |  |
| 800 m                  |   |   |   |   |   |   |   | S |   | F | F |  |
| 1500 m                 |   |   |   |   |   | F |   |   |   |   |   |  |
| 5 000 m                |   |   | F | F |   |   |   |   |   |   |   |  |
| 10 000 m               |   |   |   |   |   |   |   | F |   |   |   |  |
| 3 000 m siepi          |   |   |   |   |   |   |   |   |   | F | F |  |
| 100 m ostacoli         |   | S | F | F |   |   |   |   |   |   |   |  |
| 400 m ostacoli         |   |   |   |   |   |   |   | S |   | F | F |  |
| Heptathlon             |   |   |   |   |   |   | F | F | F | F | F |  |
| Salto in alto          |   |   |   |   |   |   |   |   |   | F | F |  |
| Salto con l'asta       |   |   | F | F |   |   |   |   |   |   |   |  |
| Salto in lungo         |   |   |   |   |   | F |   |   |   |   |   |  |
| Salto triplo           |   |   |   |   |   |   |   |   |   | F | F |  |
| Getto del peso         |   |   |   |   |   |   |   |   |   | F | F |  |
| Lancio del disco       |   |   |   |   |   | F |   |   |   |   |   |  |
| Lancio del martello    |   |   | F | F |   |   |   |   |   |   |   |  |
| Lancio del giavellotto |   |   |   |   |   |   |   | F |   |   |   |  |
| Marcia 20 km           |   |   |   |   |   |   |   |   | F |   |   |  |
| Staffetta 4×100 m      |   |   | S | S |   | F |   |   |   |   |   |  |
| Staffetta 4×400 m      |   |   |   |   |   |   |   | S |   | F | F |  |

## Podi

### Uomini
| Specialità | Oro                                                                                     | Prestazione | Argento                                                                                 | Prestazione | Bronzo                                                                                    | Prestazione |
| Corse piane |                                                                                         |             |                                                                                         |             |                                                                                           |             |
| 100 m (dettagli) | Akani Simbine Sudafrica                                                                 | 10.25       | Arthur Cissé Costa d'Avorio                                                             | 10.33       | Simon Magakwe Sudafrica                                                                   | 10.35       |
| 200 m (dettagli) | Ncincihli Titi Sudafrica                                                                | 20.46       | Divine Oduduru Nigeria                                                                  | 20.60       | Luxolo Adams Sudafrica                                                                    | 20.60       |
| 400 m (dettagli) | Baboloki Thebe Botswana                                                                 | 44.81       | Thapelo Phora Sudafrica                                                                 | 45.14       | Chidi Okezie Nigeria                                                                      | 45.65       |
| 800 m (dettagli) | Nijel Amos Botswana                                                                     | 1:45.20     | Emmanuel Korir Kenya                                                                    | 1:45.65     | Mostafa Smaili Marocco                                                                    | 1:45.90     |
| 1500 m (dettagli) | Elijah Manangoi Kenya                                                                   | 3:35.20     | Timothy Cheruiyot Kenya                                                                 | 3:35.93     | Ronald Musagala Uganda                                                                    | 3:36.41     |
| 5000 m (dettagli) | Edward Zakayo Kenya                                                                     | 13:48.58    | Getaneh Molla Etiopia                                                                   | 13:49.06    | Yemane Haileselassie Eritrea                                                              | 13:49.58    |
| 10000 (dettagli) | Jemal Yimer Etiopia                                                                     | 29:08.01    | Andamlak Belihu Etiopia                                                                 | 29:11.09    | Timothy Toroitich Uganda                                                                  | 29:11.87    |
| Corse ad ostacoli |                                                                                         |             |                                                                                         |             |                                                                                           |             |
| 110 m ostacoli (dettagli) | Antonio Alkana Sudafrica                                                                | 13.51       | Oyeniyi Abejoye Nigeria                                                                 | 13.87       | Wellington Zaza Liberia                                                                   | 13.88       |
| 400 m ostacoli (dettagli) | Abdelmalik Lahoulou Algeria                                                             | 48.47       | Cornel Fredericks Sudafrica                                                             | 49.40       | Zied Azizi Tunisia                                                                        | 49.48       |
| 3000 metri siepi (dettagli) | Conseslus Kipruto Kenya                                                                 | 8:26.38     | Soufiane el-Bakkali Marocco                                                             | 8:28.01     | Getnet Wale Etiopia                                                                       | 8:30.87     |
| Staffette |                                                                                         |             |                                                                                         |             |                                                                                           |             |
| 4×100 m (dettagli) | Sudafrica Henricho Bruintjies Simon Magakwe Emile Erasmus Akani Simbine Ncincihli Titi* | 38.25       | Nigeria Ogho-Oghene Egwero Divine Oduduru Emmanuel Arowolo Seye Ogunlewe Enoch Adegoke* | 38.74       | Costa d'Avorio Néhémiah N'Goran Gnamien Wilfried Koffi Hua Arthur Cissé Ben Youssef Meïté | 38.92       |
| 4×400 m (dettagli) | Kenya Jared Momanyi Alphas Kishoyian Aron Koech Emmanuel Korir                          | 3:00.92     | Sudafrica Zakithi Nene Cornel Fredericks Pieter Conradie Thapelo Phora Le Roux Hamman*  | 3:03.50     | Nigeria Orukpe Eraiyokan Rilwan Alowonle Isah Salihu Chidi Okezie                         | 3:04.88     |
| Corse su strada |                                                                                         |             |                                                                                         |             |                                                                                           |             |
| Marcia 20 km (dettagli) | Samuel Gathimba Kenya                                                                   | 1:25:14     | Lebogang Shange Sudafrica                                                               | 1:25:25     | Hassanine Sebei Tunisia                                                                   | 1:25:25     |
| Salti |                                                                                         |             |                                                                                         |             |                                                                                           |             |
| Salto in alto (dettagli) | Mathieu Sawe Kenya                                                                      | 2.30 m =    | Chris Moleya Sudafrica                                                                  | 2.26 m      | Mpho Links Sudafrica                                                                      | 2.15 m      |
| Salto con l'asta (dettagli) | Mohamed Romdhana Tunisia                                                                | 5.20 m      | Valco van Wyk Sudafrica                                                                 | 5.10 m      | Mejdi Chehata Tunisia                                                                     | 5.10 m      |
| Salto in lungo (dettagli) | Ruswahl Samaai Sudafrica                                                                | 8.45 m      | Luvo Manyonga Sudafrica                                                                 | 8.43 m      | Yahya Berrabah Marocco                                                                    | 8.14 m w    |
| Salto triplo (dettagli) | Hugues Fabrice Zango Burkina Faso                                                       | 17.11 m     | Godfrey Khotso Mokoena Sudafrica                                                        | 16.83 m     | Yasser Triki Algeria                                                                      | 16.78 m     |
| Lanci |                                                                                         |             |                                                                                         |             |                                                                                           |             |
| Getto del peso (dettagli) | Chukwuebuka Enekwechi Nigeria                                                           | 21.08 m     | Mohamed Khalif Egitto                                                                   | 19.33 m     | Kyle Blignaut Sudafrica                                                                   | 19.05 m     |
| Lancio del disco (dettagli) | Victor Hogan Sudafrica                                                                  | 60.06 m     | Werner Visser Sudafrica                                                                 | 58.22 m     | Elbachir Mbarki Marocco                                                                   | 54.97 m     |
| Lancio del martello (dettagli) | Mostafa El Gamel Egitto                                                                 | 73.50 m     | Islam Mohamed Egitto                                                                    | 70.32 m     | Hassan Abdel Gawad Egitto                                                                 | 69.90 m     |
| Lancio del giavellotto (dettagli) | Julius Yego Kenya                                                                       | 77.34 m     | Phil-Mar van Rensburg Sudafrica                                                         | 76.57 m     | Kure Adams Nigeria                                                                        | 75.69 m     |
| Prove multiple |                                                                                         |             |                                                                                         |             |                                                                                           |             |
| Decathlon (dettagli) | Larbi Bourrada Algeria                                                                  | 8101 p.     | Fredriech Pretorius Sudafrica                                                           | 7733 p.     | Samuel Osadolor Nigeria                                                                   | 7095 p.     |
| record mondiale; record mondiale stagionale; record africano; record dei campionati; record nazionale; record personale; record personale stagionale. |                                                                                         |             |                                                                                         |             |                                                                                           |             |

### Donne
| Specialità | Oro                                                                      | Prestazione | Argento                                                                             | Prestazione | Bronzo                                                              | Prestazione   |
| Corse piane |                                                                          |             |                                                                                     |             |                                                                     |               |
| 100 m (dettagli) | Marie-Josée Ta Lou Costa d'Avorio                                        | 11.15       | Janet Amponsah Ghana                                                                | 11.54       | Joy Udo-Gabriel Nigeria                                             | 11.58         |
| 200 m (dettagli) | Marie-Josée Ta Lou Costa d'Avorio                                        | 22.50       | Germaine Abessolo Bivina Camerun                                                    | 23.36       | Janet Amponsah Ghana                                                | 23.38         |
| 400 m (dettagli) | Caster Semenya Sudafrica                                                 | 49.96       | Christine Botlogetswe Botswana                                                      | 51.19       | Yinka Ajayi Nigeria                                                 | 51.34         |
| 800 m (dettagli) | Caster Semenya Sudafrica                                                 | 1:56.06     | Francine Niyonsaba Burundi                                                          | 1:57.97     | Habitam Alemu Etiopia                                               | 1:58.86       |
| 1500 m (dettagli) | Winny Chebet Kenya                                                       | 4:14.02     | Rababe Arafi Marocco                                                                | 4:14.12     | Malika Akkaoui Marocco                                              | 4:14.17       |
| 5000 m (dettagli) | Hellen Obiri Kenya                                                       | 15:47.18    | Senbere Teferi Etiopia                                                              | 15:54.48    | Meskerem Mamo Etiopia                                               | 15:57.38      |
| 10000 m (dettagli) | Stacey Ndiwa Kenya                                                       | 31:31.17    | Alice Aprot Nawowuna Kenya                                                          | 31:36.12    | Gete Alemayehu Etiopia                                              | 32:10.68      |
| Corse ad ostacoli |                                                                          |             |                                                                                     |             |                                                                     |               |
| 100 m ostacoli (dettagli) | Tobi Amusan Nigeria                                                      | 12.86       | Rikenette Steenkamp Sudafrica                                                       | 13.18       | Rosvitha Okou Costa d'Avorio                                        | 13.39         |
| 400 m ostacoli (dettagli) | Glory Onome Nathaniel Nigeria                                            | 55.53       | Lamiae Lhabze Marocco                                                               | 56.66       | Wenda Nel Sudafrica                                                 | 57.04         |
| 3000 m siepi (dettagli) | Beatrice Chepkoech Kenya                                                 | 8:59.88     | Celliphine Chespol Kenya                                                            | 9:09.61     | Fancy Cherono Kenya                                                 | 9:23.92       |
| Staffette |                                                                          |             |                                                                                     |             |                                                                     |               |
| 4×100 m (dettagli) | Nigeria Joy Udo-Gabriel Blessing Okagbare Tobi Amusan Rosemary Chukwuma  | 43.77       | Costa d'Avorio Adeline Gouenon Karel Elodie Ziketh Rosvitha Okou Marie-Josée Ta Lou | 44.40       | Kenya Eunice Kadogo Millicent Ndoro Joan Cherono Fresha Mwangi      | 45.58         |
| 4×400 m (dettagli) | Nigeria Patience Okon George Abike Egbeniyi Folashade Abugan Yinka Ajayi | 3:31.17     | Kenya Maureen Jelagat Hellen Syombua Navian Michira Veronica Mutua                  | 3:35.45     | Zambia Quincy Malekani Abygirl Sepiso Rhodah Njobvu Majory Chisanga | 3:38.18       |
| Corse su strada |                                                                          |             |                                                                                     |             |                                                                     |               |
| Marcia 20 km (dettagli) | Yehualeye Beletew Etiopia                                                | 1:31:47     | Grace Wanjiru Kenya                                                                 | 1:35:54     | Chahinez Nasri Tunisia                                              | 1:37:28       |
| Lanci |                                                                          |             |                                                                                     |             |                                                                     |               |
| Salto in alto (dettagli) | Erika Seyama Swaziland                                                   | 1.83 m †    | Hoda Hagras Egitto                                                                  | 1.80 m      | Ariyat Dibow Etiopia                                                | 1.80 m        |
| Salto con l'asta (dettagli) | Dorra Mahfoudhi Tunisia                                                  | 4.10 m      | Dina Eltabaa Egitto                                                                 | 4.05 m      | Nesrine Brinis Tunisia                                              | 3.90 m        |
| Salto in lungo (dettagli) | Ese Brume Nigeria                                                        | 6.83 m      | Marthe Koala Burkina Faso                                                           | 6.54 m w    | Lynique Beneke Sudafrica                                            | 6.38 m        |
| Salto triplo (dettagli) | Grace Anigbata Nigeria                                                   | 14.02 m     | Zinzi Chabangu Sudafrica                                                            | 13.59 m     | Lerato Sechele Lesotho                                              | 13.31 m       |
| Getto del peso (dettagli) | Ischke Senekal Sudafrica                                                 | 17.24 m     | Jessica Inchude Guinea-Bissau                                                       | 16.76 m     | Mieke Strydom Sudafrica                                             | 15.99 m       |
| Lancio del disco (dettagli) | Chioma Onyekwere Nigeria                                                 | 58.09 m     | Chinwe Okoro Nigeria                                                                | 57.37 m     | Ischke Senekal Sudafrica                                            | 53.82 m       |
| Lancio del martello (dettagli) | Soukaina Zakour Marocco                                                  | 68.28 m     | Temilola Ogunrinde Nigeria                                                          | 67.39 m     | Jennifer Batu Rep. del Congo                                        | 66.43 m       |
| Lancio del giavellotto (dettagli) | Kelechi Nwanaga Nigeria                                                  | 56.96 m     | Jo-Ane van Dyk Sudafrica                                                            | 53.72 m     | Josephine Joyce Lalam Uganda                                        | 51.33 m       |
| Prove multiple |                                                                          |             |                                                                                     |             |                                                                     |               |
| Eptathlon (dettagli) | Odile Ahouanwanou Benin                                                  | 5999 p.     | Marthe Koala Burkina Faso                                                           | 5967 p.     | Non assegnata                                                       | Non assegnata |
| record mondiale; record mondiale stagionale; record africano; record dei campionati; record nazionale; record personale; record personale stagionale. |                                                                          |             |                                                                                     |             |                                                                     |               |

## Medagliere
| Posizione | Paese                | Oro | Argento | Bronzo | Totale |
| --------- | -------------------- | --- | ------- | ------ | ------ |
| 1         | Kenya (KEN)          | 11  | 7       | 2      | 20     |
| 2         | Sudafrica (RSA)      | 9   | 14      | 8      | 31     |
| 3         | Nigeria (NGR)        | 9   | 5       | 6      | 20     |
| 4         | Marocco (MAR)        | 2   | 3       | 4      | 9      |
| 5         | Etiopia (ETH)        | 2   | 2       | 4      | 8      |
| 6         | Costa d'Avorio (CIV) | 2   | 2       | 2      | 6      |
| 7         | Tunisia (TUN)        | 2   | 0       | 5      | 7      |
| 8         | Botswana (BOT)       | 2   | 1       | 0      | 3      |
| 9         | Egitto (EGY)         | 1   | 3       | 3      | 7      |
| 10        | Burkina Faso (BUR)   | 1   | 2       | 0      | 3      |
| 11        | Benin (BEN)          | 1   | 0       | 0      | 1      |
| 12        | Ghana (GHA)          | 0   | 1       | 0      | 1      |
| 12        | Burundi (BDI)        | 0   | 1       | 0      | 1      |
| 12        | Camerun (CMR)        | 0   | 1       | 0      | 1      |
| 12        | Guinea-Bissau (GNB)  | 0   | 1       | 0      | 1      |
| 12        | Swaziland (SWZ)      | 0   | 1       | 0      | 1      |
| 17        | Uganda (UGA)         | 0   | 0       | 3      | 3      |
| 18        | Eritrea (ERI)        | 0   | 0       | 1      | 1      |
| 18        | Liberia (LBR)        | 0   | 0       | 1      | 1      |
| 18        | Lesotho (LES)        | 0   | 0       | 1      | 1      |
| 18        | Rep. del Congo (CGO) | 0   | 0       | 1      | 1      |
| 18        | Zambia (ZAM)         | 0   | 0       | 1      | 1      |